# Città di Wagga Wagga
La città di Wagga Wagga è una Local Government Area che si trova nel Nuovo Galles del Sud. Essa si estende su una superficie di 4.823,92 chilometri quadrati e ha una popolazione di 59.458 abitanti. La sede del consiglio si trova a Wagga Wagga.